# Chinathous
Chinathous is een geslacht van kevers uit de familie  
kniptorren (Elateridae).
Het geslacht is voor het eerst wetenschappelijk beschreven in 1996 door Kishii & Jiang.

## Soorten
Het geslacht omvat de volgende soort:
- Chinathous robustus Kishii & Jiang, 1996